# Meindert Stolk
Meindert Stolk (Ridderkerk, 19 februari 1965) is een Nederlandse politicus namens het CDA. Sinds 7 april 2021 is hij lid van de Gedeputeerde Staten van Zuid-Holland.

## Biografie
Stolk is geboren in Ridderkerk en ging van 1974 tot 1977 naar de protestants-christelijke lagere school in Groot-Ammers en van 1977 tot 1983 naar de Dr F.H. de Bruijne Lyceum in Utrecht. Daarna studeerde hij van 1983 tot 1990 bedrijfseconomie aan de Erasmus Universiteit Rotterdam en in 1989 werd hij persoonlijk medewerker bij de CDA-Tweede Kamerfractie. Van 1990 tot 1993 was hij beleidsmedewerker buitenland op het CDA-partijbureau en van 1993 tot 1999 was hij hoofd communicatie en belangenbehartiging van de Vereniging Mitex. Van 2000 tot 2006 was hij directeur van het CDA-partijbureau en van 2006 tot 2021 was hij adviseur en directeur op het gebied van public affairs en communicatie.
Stolk was van 1998 tot 2014 lid van de gemeenteraad van Wassenaar en fractievoorzitter van de CDA-fractie. Van 2015 tot 2021 en in 2023 was hij lid van de Provinciale Staten van Zuid-Holland en fractievoorzitter van de CDA-fractie. Wegens de benoeming van Adri Bom-Lemstra tot voorzitter van Glastuinbouw Nederland werd hij op 25 maart 2021 voorgedragen en op 7 april van dat jaar benoemd tot lid van de Gedeputeerde Staten van Zuid-Holland. Als gedeputeerde heeft hij in zijn portefeuille Economie en innovatie, Land- en tuinbouw (inclusief faunabeheer) en Gezond en veilig (milieu, bodem, klimaatadaptatie).